# Haven Sultan Qaboes
Haven Sultan Qaboes is een haven gelegen in Muscat, de hoofdstad van Oman. De haven ligt aan de noordoostkust van Oman aan de Golf van Oman en ten oosten van de strategisch belangrijke Straat van Hormuz. De hoofdstad was eeuwen een belangrijke handelsplaats met twee havens, Mutrah en Masqat. De haven van Mutrah had een belangrijke commerciële functie en de haven van Masqat werd voornamelijk gebruikt door de marine. De ontwikkeling van de haven van Mutrah kreeg een belangrijke impuls na de machtsovername door sultan Qaboes bin Said Al Said in 1970.
In november 1976 kreeg de haven een eigen beheerder, de Port Services Corporation, een Omaans staatsbedrijf. Er werd voornamelijk conventionele lading verwerkt, maar in 1984 kwamen twee ligplaatsen voor zeeschepen gereed voor de overslag van containers. De haven kan zeeschepen verwerken met een diepgang tot 13 meter en een totale lengte van 260 meter. De haven telt 13 ligplaatsen waarvan er (tot 2014) 8 bestemd waren voor commerciële vaartuigen, een voor de marine en vier voor de overheid. De haven heeft een speciale terminal voor cruiseschepen.
In 2010 deden 1.858 schepen de haven aan, waarvan 386 container- en 109 cruiseschepen. De haven heeft geen speciale faciliteiten voor olietankers waardoor de haven, tot 2014, vooral droge lading verwerkte als containers, bouwmaterialen, waaronder cement, voedingsmiddelen, voertuigen en andere transportmiddelen en ten slotte vee. Tot 2014 verwerkte de haven ongeveer 10 miljoen ton vracht op jaarbasis.
In 2014 werd de haven gesloten voor bijna alle vrachtschepen en deze activiteiten werden grotendeels verschoven naar de Haven van Sohar. De haven van Muscat wordt nu voornamelijk gebruikt als haven gericht op het ontvangen van cruiseschepen.